# Починок (Косиковский сельсовет)
Почи́нок — деревня в Бабушкинском районе Вологодской области.
Входит в состав сельского поселения Бабушкинское (до 2016 года входила в Демьяновское сельское поселение), с точки зрения административно-территориального деления — в Косиковский сельсовет.
Расположена в бассейне Северной Двины на реке Малый Полюг.
Расстояние до районного центра села имени Бабушкина по автодороге — 17 км, до деревни Демьяновский Погост по прямой — 8 км. Ближайшие населённые пункты — Митино, Косиково, Большой Двор.
Упоминается по состоянию на 1859 г. в списке населённых пунктов Вологодской губернии под номером 9820. Приводимые там сведения:

9820. Починокъ, деревня казённая, расположена при ручьяхъ Каменномъ и Росошкѣ, въ 46 верстахъ отъ уѣзднаго города; содержитъ 19 дворовъ, населеніе составляютъ 74 мужчины и 99 женщинъ.
До революции административно входила в Миньковскую волость Тотемского уезда.
В 1906 г, согласно «Списку лиц ... , имеющих право участвовать в Предварительном Съезде по выборам в Государственную Думу по Тотемскому уезду», в Починке были:
- Кузница (владелец — Алексей Павлович Шумов)[7]:16
- Кузница (владелец — Иван Павлович Шумов)[7]:16

По переписи 2002 года население — 21 человек (11 мужчин, 10 женщин). Всё население — русские.
Деревня Починок на данный момент вымирает, в ней постоянно проживают 16 человек от 40 до 90 лет (самый старый житель деревни родился в 1928 году), но 40 лет назад в этой деревне проживало около ста человек (по рассказам местных жителей). До 1980 года действовала местная школа, тогда же прекратил работу деревенский магазин. Ранее, примерно до 2000 года, на территории деревни находилась автобусная остановка (впоследствии она была перенесена на автодорогу Бабушкино - Тиманова Гора). Примерно до 2000 года в деревне существовали колхоз и скотный двор (впоследствии сгорел при пожаре).
Сейчас в деревне расположено частное лесозаготовительное предприятие, инфраструктура отсутствует — почтовое отделение находится в соседней деревне Косиково, оттуда же привозят продукты.